# جينيفر كوليدج
جينيفر كوليدج (بالإنجليزية: Jennifer Coolidge)‏ ممثلة أمريكية من مواليد 28 أغسطس 1963.

## مواقع خارجية
- جينيفر كوليدج على موقع IMDb (الإنجليزية)
- جينيفر كوليدج على موقع روتن توميتوز (الإنجليزية)
- جينيفر كوليدج على موقع قاعدة بيانات الأفلام العربية
- جينيفر كوليدج على موقع ألو سيني (الفرنسية)
- جينيفر كوليدج على موقع أول موفي (الإنجليزية)
- جينيفر كوليدج على موقع بوكس أوفيس موجو (الإنجليزية)
- جينيفر كوليدج على موقع قاعدة بيانات برودواي على الإنترنت (الإنجليزية)
- جينيفر كوليدج على موقع قاعدة بيانات الأفلام السويدية (السويدية)
- جينيفر كوليدج على موقع إن إن دي بي (الإنجليزية)
- جينيفر كوليدج على موقع قاعدة بيانات الفيلم (الإنجليزية)